# Pravotice
Pravotice este o comună slovacă, aflată în districtul Bánovce nad Bebravou din regiunea Trenčín. Localitatea se află la altitudinea de 218 m deasupra n.m., se întinde pe o suprafață de 6,05 km2 și în 2017 număra 318 locuitori.

## Istoric
Localitatea Pravotice este atestată documentar din 1232.

## Demografie
| An:                | 1994 | 2004    | 2014   | 2024    |
| ------------------ | ---- | ------- | ------ | ------- |
| Număr de persoane: | 344  | 285     | 307    | 369     |
| Diferență:         |      | −17,15% | +7,71% | +20,19% |

| An:                | 2023 | 2024   |
| ------------------ | ---- | ------ |
| Număr de persoane: | 366  | 369    |
| Diferență:         |      | +0,81% |